# Made in China napoletano
Made in China Napoletano è un film del 2017 diretto da Simone Schettino.

## Trama
Vittorio, negoziante di giocattoli dell’area vesuviana, è oberato di debiti e soffre ulteriormente la concorrenza spietata del suo dirimpettaio Pask Lee. Così insieme ad un gruppo di amici decide di progettare un colpo, ma qualcosa va storto e Vittorio finisce in coma. Al suo miracoloso risveglio troverà una realtà completamente diversa, tanto da rimpiangere quella precedente.

## Produzione

### Riprese
Le riprese del film sono state girate tra Angri, Sant'Egidio del Monte Albino, Gragnano e Torre Annunziata.